# Донатово (Великопольське воєводство)
Донатово (пол. Donatowo, нім. Donaten) — село в Польщі, у гміні Чемпінь Косцянського повіту Великопольського воєводства.
Населення — 236 осіб (2011).
У 1975-1998 роках село належало до Познанського воєводства.

## Демографія
Демографічна структура станом на 31 березня 2011 року:
|          | Загалом | Допрацездатний вік | Працездатний вік | Постпрацездатний вік |
| -------- | ------- | ------------------ | ---------------- | -------------------- |
| Чоловіки | 121     | 33                 | 80               | 8                    |
| Жінки    | 115     | 24                 | 74               | 17                   |
| Разом    | 236     | 57                 | 154              | 25                   |